# Gabriel H. Decuble

## Studii

### Scurtă prezentare[1]
Gabriel H. Decuble este scriitor și profesor la Departamentul de Limbi și Literaturi Germanice al Universității din București.

### Locuri de muncă
- 1992-1995, Asistent științific, Catedra de Studii germane, Universitatea din Iași
- 1995-1999, Asistent universitar, Catedra de Studii germane, Universitatea din Iași
- 1999-2001, Lector literatura română la INALCO, Paris
- 2001-2005, Asistent universitar, doctor, Catedra de Studii germane, Universitatea din Iași
- 2005-2011, Asistent universitar, doctor, Catedra de Studii germane, Universitatea din București
- 2011-prezent, Assoc. Prof., dr, Șef al Departamentului, Departamentul de Limbi și Literaturi germanice, Universitatea din București

### Burse, granturi, cercetător în vizită, profesor în vizită
- Octombrie 1990-Martie 1991,DAAD-Bursa de studii, Universitatea Albert-Ludwig, Freiburg, Berlin
- Ianuarie 1993,DAAD-Curs de formare avansată, Friedrich Schiller, Universitatea din Jena
- Octombrie 1994-Iulie1995,DAAD-Bursă de studii la Universitatea Albert-Ludwig, Freiburg
- Octombrie 1996-Februarie1998,Bursă de studii la Konrad-Adenauer, Universitatea Albert-Ludwig, Freiburg
- Martie-Mai 2002 cercetător in vizita la Universitatea Albert-Ludwig, Freiburg
- Februarie-2003 cercetător in vizita la Universitatea din Konstanz
- Mai-2004 cercetător in vizita la Universitatea Albert-Ludwig, Freiburg
- Mai-Iulie 2007 cercetător in vizita la Fundația ‚Classic’,Weimar
- Mai-Iulie 2008 cercetător in vizita la Institutul pentru Studii avansate,Berlin
- Octombrie 2007-iulie 2008 membru la Colegiul Noua Europă, București
- Iunie-August 2010, autor în Residence, Muzeul-Insel Hombroich, Germania
- Martie 2011-Febr.2012, POSDRU-Grant de cercetare la Institutul de Istoria Religiilor, Academia Română, București
- Decembrie 2011-Feb.2012  cercetător în vizită la Institutul pentru Studii avansate, Berlin
- Septembrie 2011, 2012, 2013, profesor invitat, Programul internațional de Masterat "Metropolis 21", Universitatea Humboldt, Berlin

### Afilieri
- Membru al Societății Germaniștilor din România; Membru fondator al Societății Goethe (Goethe-Gesellschaft), Weimar, Germania(membru), alumnus Colegiul Noua Europa, alumnus fundația Konrad-Adenauer și DAAD

## Publicații: volume de autor/volume colective
- 1:Decuble, Gabriel H. ”Die Hagiographische Konvention. Zur Konstituierung der Heiligenlegende als literarische Gattung" , Konstanz:Hartung-Gorre-Verlag 2002, ISBN:3-89659-779-0,246 p.
- 2:Decuble,Gabriel H.,”Und es immer schlimmer machen..."  Nietzsches philosophischer Entbildungsroman,Bucuresti:Editura Universității București,2012,ISSN:1843-0058-27,202 p.(=GGR-Beitrage zur Germanistik 27)
- 3:Bertholet, Alfred/Goldamer,Kurt/…/Decuble, Gabriel H.et alli.”Dicționarul religiilor”, a II-a ediție revizuită și adăugită, în limba română de Gabriel H. Decuble, Iași, Editura Universității “Alexandru Ioan Cuza”,2012,ISBN:978-973-703-736-7,434 p.

## Ediții critice
- 1.Johann Wolfgang Goethe, "Opere alese",vol.1,Poezii, ediție coordonată de George Guțu,Werner Keller și Jochen Golz, studiu introductiv de George Guțu si Jochen Golz,traduceri de aparat de note de Gabriel H.Decuble, George Guțu, Grete Tartler, Bucuresti: Editura RAO,2012,ISBN:978-606-609-101-5,546 p.
- 2.Meister Eckhart,”Omul nobil,cupa din care bea regele", prefață de Anca Manolescu,nota asupra editței, traducere din germana medievală și aparat de note de Gabriel H.Decuble, București:Editura Humanitas, 2007, ISBN:978-973-50-1710-1,216 p.
- 3.Arthur Schopenhauer,”Arta de a avea intotdeauna dreptate sau Dialectica eristica”.Text stabilit, prefața,traducere din germană și aparat de note Gabriel H. Decuble, Bucuresti:Editura Art,2007,ISBN:978-973-124-152-4,112 p.

Volume știintifice editate:1.Decuble,Gabriel H./Grossegasse,Orlando/Irod, Maria/Sienerth,
Stefan(Hrsg.),”Kultivierte Menschen haben Beruhigendes…" Volum festiv pentru George Guțu,Bd.I-II,Bucuresti/Ludwigsburg, EUB, Paideia, Pop Verlag, 2014,ISBN:978-3-86356-086-7,680p.

## Antologii
- 1.Ernst Jandl,”Cele mai frumoase 100 de poeme", ediție bilingvă:selectie, traducere din germană, prefață, tabel cronologic și note de Gabriel H. Decuble, București: Editura Humanitas,2012,ISBN:978-973-689-498-5,184p.
- 2.Oskar Pastior,”Jaluzele deschise, jaluzele inchise”, editie bilingvă, selecție și studiu introductiv de Gabriel H.Decuble,traduceri de Corina Bernic, Gabriel H. Decuble, Alexandru Al.Sahighian, Bucuresti:Editura Art,2010, ISBN:978-973-124-294-1,256p.
- 3.Bertolt Brecht,”Cum cucerești un înger”.Poeme erotice, editie bilingvă, traducere, tabel cronologic, postfață și note de Gabriel H. Decuble, București,Editura Art, 2014, ISBN:986-606-710-154-6,248p.

## Studii
- 1.Decuble,Gabriel H.,”Noul Menon sau De ce nu știm când si cum săvârșim plagiatul”, n:Jean-Luc Hennig, Apologia plagiatului traducere din franceză de Mădălin Roșioru), București: Editura Art,ISBN:978-973-124-392-4,2009,pp.5-11.
- 2.Decuble,Gabriel H.,”Furia si rabdarea.Hans Magnus Enzensberger si noua tilpologie literara germana,in:Enzensberger,Hans Magnus,Cei care aduc groaza“.Eseu despre perdantul radical(trad.Dan Flonta),Bucuresti:Editura Art,ISBN:978-973-124-099-2,2007,pp.5-13.
- 3.Decuble,Gabriel H.,”Thomas Bemhard.Literatura intre scandal si compensare”,in:Thoma Bemhard,Da(traducere din germane de Francisa Solomon si Dan Flonta),Pitesti:Editura Paralela 45,ISBN:973-697-237-2,2004,pp.7-12.
- 4.Decuble,Gabriel H.,”Mitologie moderna in opera lui Eminescu”,in”Dumitru Irimia(coord.),<<Caiete eminesciene>>,Nr.XV,Iasi,1991,fara ISSN,pp.76-85.
- 5.Decuble,Gabriel H.,”Omul lui Dumnezeu din istoria unor motive literare,in:<<Analele de limbi straine ale Universitatii Alexandru Ioan Cuza>>”,serie noua,tom III-IV,Iasi,2000-2001,fara ISSN,pp.239-260.
- 6.Decuble,Gabriel H.,”Regimentul de lucru,Revolta lucrarilor,Stilul autobiogragic de tipologia lui Goethe si Nietzsche,in:Gutu,G(ed.),Lecturi din simpozionul lui Goethe,Revista de studii germane in Romania,Nr.1-2(13-14),Bucuresti,Editura Universitatii Bucuresti,1999,ISSN:1454-4008,pp.67-72.
- 7.Decuble,Gabriel H.,”Realism,Naturalism,Expresionism in Filosofia lui Friedrich Nietzsche,in ecouri si contraste”,in:Gutu G.(ed.),Jurnalul de studii germnane in Romania,Nr.1-2(19-20),Bucuresti,Editura Universitatii Bucuresti,2001,ISSN:1454-4008,pp.57-64.
- 8.Decuble,Gabriel H.,”Un neavizat sa vizitati un eu liric”.Pentru transfer de experienta in lucru liric...in opera lui Peter Huchels,in Schindler-Kovats,Beate/Gutu G.(coord.).Transcarpatica.Anualul de studii germane in Romania,nr.1,Bucuresti,2002,ISSN:1583-6592,pp.193-202.
- 9.Decuble,Gabriel H.,”Noi Parzivali”,in:Corbea-Hoisie,A/Rubel,A(coord.),Cultura in Europa Centrala <<Transcarpatica>>.Anualul de studii germane din Romania,nr.3-4,Bucuresti,2004-2005,ISSN:1583-6592,pp.50-64.
- 10.Decuble,Gabriel H.,”Comuniunea indivizibila a sfintilor…”Laodicea spusa de Schleiermachers”,in:Vainovski-Mihai,Irina (ed.) Colegiul Noua Europa anual 2007-2008,Bucuresti,2008,ISSN:1584-0298,pp.121-155.
- 11.Decuble,Gabriel H.,”Studii Germane excentrice”,Constantin Noica <<Adio Goethe>>,in George Gutu,Speranta Stanescu(eds.),contributii la istoria literaturii germane in Roamania,vol.1,(GGR-Beitrage zur Germanistik1),Bucuresti,Editura Charme Scott,1997,ISBN:973-96538-10,pp.257-210.
- 12.Decuble,Gabriel H.,”Cuvintele stau in cale sa-si exprime scepticismul Nietzsches,in urma lui Gefolge Gustav Gerbers si Wilhelm von Humboldts,in:Stefan Afloroaei(Hg),Alternative hermeneutice,Iasi,Editura Universitatii Petre Andrei,200,ISBN:973-99236-5-8,pp.151-170.
- 13.Decuble,Gabriel H.,”Hartmann, pacatosii buni. Traducere literara intre pacat si placere,in:Gutu G/Sandu Doina (eds):Intercultural Grenzgange.Actele de reuniunea stiintifica la Institutul de Studii germane de 100 ani”.Ziua fundatiei,Bucuresti,Contributii GGR la literature germana 16:Editura Universitatii Bucuresti,2007,ISSN:1843-0058,pp.274-280
- 14.Decuble,Gabriel H.,”Lenea si fragmentarismul.Pentru stilul fragmentar de Friedrich Nietzsches,in:Corbea-Hoisie,A/Bauer,M(Hrsg),in ceea ce priveste Europa Centrala.Limba si literatura in context contributii(=Jassyer Beitrage zur Germanistik VIII),Iasi,Konstanz:Hartung-Gorre Verlag,200,ISBN:3-89649-562-3,pp.280-294.
- 15.Decuble,Gabriel H.,”Realizare teoriei gen.Un experiment de literatura teoretica,folosind exemplul Legenda,in:Corbea-Hoisie,A/Gutu,G/Hainz,M(Hrsg),Schimbarea de ore.Contributii”,(=Jassyer Beitrage zur Germanistik IX),Iasi/Bucuresti/Konstanz:Hartung-Gorre Verlag,2002,ISBN:3-89649-796-0,pp.359-376.
- 16.Decuble,Gabriel H.,”Hyperion sau disconfortul in traducere.Eminescu Luceafarul in transmitere de sticla alba ,in:Corbea-Hoisie,A/Marcu,G/Jordan,J(eds),Imanuel Weissglas(1920-1979).Studii despre viata si opera,Iasi,Konstanz:Hartung-Gorre Verlag,2010,ISBN:978-3-86628-326-8,pp.339-346.
- 17.Decuble,Gabriel H.,”Ignoranti”-Istorie si imagini din istoria literaturii romane contemporane,in:Michael Braun u.a(Hrsg),”O Europa in schimbare.Literatura,valorile si identitatea europeana”,16 pp.(in print;material predat in 2010).
- 18.Decuble,Gabriel H.,”Limba Romana si elementele culturale in poezia lui Oskar Pastior,in:Ioana Ionel,Speranta Stanescu,Daniel Vizman(Hrsg.)”Cunostinte,Culturi si Stiinte-Fundatia Sociala pentru calitatea vietii”,Timisoara,Editura Politehnica,2011,ISBN:978-606-554-314-0,pp.292-297.
- 19.Decuble,Gabriel H.,”Legenda pelerinajului literar”,in:Ciurtin,E(ed.),<<Archaeus>>,tom X,fasc.1-2,Studia,2006,ISSN:1453-5165,pp.251-271.
- 20.Decuble,Gabriel H.,”Pentru o Laodicea moderata”.Abordarea lui Schleiermachers,in:Ciurtin,E(ed.),<<Archaeus>>,

tom XIII,fasc.1-4,Studia.2009,ISSN:1453-5165,pp.369-398.
- 21.Decuble,Gabriel H.,”Amestecarea cuvantului sfant”,”Nerespectarea magnificului Tatian ca armonice Evanghelist,in ceea ce priveste comunicarea religioasa,in:Girardot,N./Rennie,B(eds),

<<Archaeus>>,tom XV,fasc.3,Studia,2011,ISSN:1453-5165,pp.409-432.
- 22.Decuble,Gabriel H.,”Receptiesi Revelatie”.”Cum mi-am făcut la maximum de lucru”, Wolfgang Iser,in:EURESIS. Notebook-uri Română de Studii literare și culturale,No 1-4/2012,pp.25-31.
- 23.Decuble,Gabriel H.,”Intre lexicografia pacatului si lexicologia placerii”-sarcina traducatorului in:Doris Sava,Hermann Scheuringer(Hg.),”In slujba cuvantului”.”Incursiuni lexicologice si lexicografice”.Festschrift pentru Ioan Lazarescu,Passau,Karl Stutz Verlag,2013,S.281-294.ISBN:978-3-88849-413-02.
- 24.Decuble,Gabriel H.,”Dialectul din mesaje si zvonuri in comunicarea religioasa-exemplul lui Tatian”, în: Jurnalul de Studii Germanice din România problema, Broșura 2(44)/2013,p.113-136.ISSN:1454-4008.
- 25.Decuble,Gabriel H.,”Prag de lumina”.Der “Lichtzwang de Paul Celan sau “Modul liric de Apophatism,in:Decuble,Gabriel H./Grossegesse,Orlando/Irod,Maria/Sienerth,

Stefan(Hrsg.),”Oamenii cultivati au liniste”…Festschrift pentru George Gutu,Bd.I-II,Bucuresti/Ludwigsburg,EUB,Paideia,Pop Verlag,2014,ISBN:978-3-86356-086-7,p.179-196.
- 26.Decuble,Gabriel H.,”Omul este un iubitor”.Bertolt Brecht si tentatia temelor frivole,in:Bertolt Brecht,”Cum cuceresti un inger”.Poeme erotice,Bucuresti,Editura Art,2014,ISBN:986-606-710-154-6,pp.236-244.

## Alte publicații (recenzii articole științifice) - selecție
- 1. Decuble, Gabriel H., Poetul care trebuia să uite, in: «Cuvântul» 8 (350)/2006.
- 2. Decuble, Gabriel H., Bardul și barda. Violența în poezie, in: «Cuvântul» 6 (348)/2006.
- 3. Decuble, Gabriel H., Iluzia popularului, ieri și azi, in: «Cuvântul» 5 (347)/2006.
- 4. Decuble, Gabriel H., Eternul feminin – o aporie misogină?, in: «Cuvântul» 4 (346)/2006.
- 5. Decuble, Gabriel H., Corp lipsit de valoare, mistic sau monstruos, in: «Cuvântul» 8 (338)/ 2005.
- 6. Decuble, Gabriel H., Paul Miron și arcanoetica, in: «Orizont» Nr. 8 (1463), 2004.
- 7. Decuble, Gabriel H., “Nici-un andorran n-are a se teme”. Imaginea străinului în dramaturgia lui Max Frisch, in: «Echidistanțe», Nr. 5, 1994.
- 8. Decuble, Gabriel H., “A merge în Valahia...”, in: «Dialog», Nr. 1, 1991.
- 9. Decuble, Gabriel H., Limbajul caricatural și farsa tragică, in: «Dialog», Nr. 4, 1990.
- 10. Decuble, Gabriel H., Literatura română și universalitatea, in: «Cronica», Nr. 4, 1990.
- 11. Decuble, Gabriel H., Logica maioresciană, in: «Dialog», Nr. 3, 1990.
- 12. Decuble, Gabriel H., Drum în Elada, sinod în cultură, in: «Dialog», Nr. 6, 1988
- 13. Decuble, Gabriel H., Istoria receptie si reparatiei in:Revista Germanilor din Romania, București 2006. [la vol.: Bianca Bican, Receptia de Paul Celans in Rumänien, Böhlau Verlag, Köln/Weimar/Wien, 2005]
- 14. Decuble, Gabriel H., Cioran, in: «Euresis», Serie Noua, No. 2, 2005 [la vol.: Simona Modreanu, Cioran, Paris, 2004]
- 15. Decuble, Gabriel H., Comunismul si modernitatea, in: «Euresis», Serie Noua, No. 1, 2005, [la vol.: Claude Karnooh, Comunismul/ postcomunismul  modernitatea tarzie].
- 16. Decuble, Gabriel H., Faustiada norocos, in: «Cuvântul» 3 (345)/2006. [la vol.: J. W. Goethe, Faust, trad. de M. Nemeș, Paralela 45, Pitești, 2005.]
- 17. Decuble, Gabriel H., Omul care mai și scrie cartea, in: «Cuvântul» 7 (337)/2005 [la vol.: Dan C. MIhăilescu,Îndreptări de stânga, București, Humanitas, 2005.]
- 18. Decuble, Gabriel H., Poetul, ființă de hârtie,  in: «Cuvântul» 6 (336)/ 2005. [la vol.: D. Chioaru, Viațași opiniile profesorului Mouse, Ed. Limes, Cluj, 2004]
- 19. Decuble, Gabriel H., Relecturi tămăduitoare, in: «Cuvântul» 5 (335)/ 2005. [la vol.: Ioana Ieronim, Munci, zile, alunecări de teren, Ed. Mașina de scris, București, 2004.]
- 20. Decuble, Gabriel H., Ar mai fi și de scris, in: «Cuvântul» 4 (334)/ 2005. [la vol.: Ion Cocora, Ar mai fi de trăit, Ed. Vinea, București, 2003]
- 21. Decuble, Gabriel H., Sibylla ludens, in: «Cuvântul» 3 (333)/ 2005. [la vol.: M. Cârneci, Haosmos și alte poeme, Ed. Paralela 45, Pitești, 2003.]
- 22. Decuble, Gabriel H., Dejun cu țărână în gură, in: «Cuvântul» 2 (332)/ 2005. [la vol.: I. Flora, Dejun sub iarbă, Ed. Paralela 45, Pitești, 2004]
- 23. Decuble, Gabriel H., Ce ne revelează marea..., in: «Cuvântul» 1 (331)/ 2005. [la vol.: A. Blandiana,Refluxul sensurilor, Humanitas, București, 2005]
- 24. Decuble, Gabriel H., Deparazitarea muzei, in: «Observator Cultural», Nr. 206, 2004. [la vol.: O. Nimigean,Mortido, Ed. Versus, Iași, 2003]
- 25. Decuble, Gabriel H., Thomas Mann. Audiții și auscultări, in: «ObservatorCultural»Nr.174,2003.[la vol.: I. Ianoși, Thomas Mann, Ed. Trei, București, 2002.]
- 26.Decuble,Gabriel H.,”Nasterea literaturii din spiritul teoriei”,in:Sud-Est,29(2002),Charles Schlacks Jr.Publisher,Idyllwid,USA,ISSN:0094-4467,pp.110-114, [la vol: A. Marino, Biografia "ideii de literatură" de la antichitate la baroc, translated from Romanian by Virgil Stanciu and Charles M. Carlton, State University of New York Press, Albany, 1996.]
- 27.Decuble,Gabriel H.,Antschel vs.Celan,in:<<Observator Cultural>>,Nr.12,2001.[la vol:A.Corbea-Hoisie.Biografie si Interpretare,Konstanz,Iasi,Paris,2000.]
- 28.Decuble,Gabriel H.,”Carti domesticite,in:<<Monitorul>>,Nr.11,1999.[la vol:Al.Calinescu.Interstitii Polirom,Iasi,1999.]
- 29.Decuble,Gabriel H.,”Manual de citit poezie,in:<<Monitorul>>,Nr.28,1998.[la vol:R.Andriescu,Sfirsitul drumului,inceputul calatoriei,Junimea,Iasi,1996.]
- 30.Decuble,Gabriel H.,”O investitie in cultura,in:<<Monitorul>>21/1998.[la vol”Dorin Tudoran,Kakistocratia,Bucuresti,1997.]
- 31.Decuble,Gabriel H.,”Bilant cernautean,in:<<Monitorul>>,19/1998,[la vol:Andrei Corbea-Hoisie,Celan si Meridianul sau”,Polirom,Iasi,1997.]
- 32.Decuble,Gabriel H.,”Diaspora-o fictiune,in:<<Monitorul>>,18/1998.[la volumul:Paul Miron,Maiputincaperfectul,Junimea,Iasi,1997.]

## Traduceri de carte
- 1. Elsa Lüder, Procedee de gradație lingvistică, Editura Universității Alexandru Ioan Cuza, Iași, 1995, 232p.
- 2. Theodor W. Adorno, Teoria estetică, in colaborare cu Andrei Corbea-Hoișie si Cornelia Iesan, Pitești, Paralela 45, 2005, 496p.
- 3. Peter Huchel, În grădina lui Theophrast, antologie de Gabriel H. Decuble, cu o prefață de Alexander Rubel, Pitești, Paralela 45, 2004, 146p.
- 4. Peter Handke, Don Juan (povestit de el însuși), in colaborare cu Corina Bernic, Pitești, Paralela 45, 2006, 78pp.
- 5. John Fante, Drumul spre Los Angeles, București, Editura Humanitas, 2007, 222pp.
- 6. Reinhart Koselleck, Conceptele și istoriile lor. Semantica și pragmatica limbajului social-politic, in colaborare cu Mari Oruz, București, Editura Art, 2009, 485p.

## Conferințe și mese rotunde (selecție)
- 1.Decuble,Gabriel H.,”Privind inainte,inapoi.Tendintele recente in literatura romana dupa reunificarea,Saptamani in Romania,Universitatea Jena(martie 2007).
- 2.Decuble,Gabriel H.,Romancing the World sau Modul în care multilingvismul afecteaza una dintre afecțiuni, "Multilingvismul: Identitatea, politica și dialogul intercultural",EUNIC, New Delhi (decembrie/ December 2008)
- 3.Decuble,Gabriel H.,” Imagini de istorie în literatura română. Europa în tranziție",Fundatia Konrad-Adenauer, Sibiu/Hermannstadt (aprilie/April 2009).
- 4.Decuble,Gabriel H.,” Pentru structura muzicala de poezie, Oskar Pastiors, „Festivalul International de Poezie, «Oskar Pastior»”, IIIrd  Edition, Literaturhaus Berlin, Sibiu/Hermannstadt (octombrie/ October 2009).
- 5.Decuble,Gabriel H.,” Minoritate și atenuare. Cultura, recepție încărcata politic în limbi străine, Literaturi în România comunistă”,Academia Europa Centrala Heiligenhof, Bad Kissingen (decembrie/ December 2010).
- 6. Decuble, Gabriel H.,Autobiografia lui Goethe, Simpozionul Internațional Goethe, Societatea Germaniștilor din România, București (mai 1996).
- 7.Decuble,Gabriel H.,”Alegera dusnamie lui Nietzsche,Un panagon, al VI-lea Congres Internațional al Germaniștilor din România, Sibiu (iunie 2003).
- 8.Decuble,Gabriel H.,” Chiar urme rămân din țară". Neidhart citește de la Horace, al VII-lea Congres Internațional al Germaniștilor din România, Timișoara (mai 2006).
- 9.Decuble,Gabriel H.,” Prag de lumină, Pentru "lumina forțată" traduceri literare, Simpozionul Internațional «Paul Celan», Societatea Germaniștilor din România & Festivalul «George Enescu», București (septembrie 2009).
- 10.Decuble,Gabriel H.,” Limba românăși elemente culturale în poezie, Oskar Pastiors, "Cunoașterea, Cultura si Stiinta,  Conferința Clubului Humboldt”, Timișoara (noiembrie 2010).
- 11.Decuble,Gabriel H.,” Condiții de formă și libertatea lexicala în transferul de poezie experimentală, al IX-lea Congres Internațional al Germaniștilor din România, București (iunie 2012).
- 12. Martin Hainz/ Gabriel H. Decuble.,” Meridian Celan - Cernăuți prin București la Viena”, RadiokulturHaus, ORF, Wien & ICR Viena (noiembrie 2010).
- 13. George Guțu (coord.), Andrei Corbea-Hoișie, Gabriel H. Decuble, Grete Tartler, Mircea Țuglea ș.a. “Paul Celan”, Muzeul Literaturii Române & Societatea Germaniștilor din România, București (decembrie 2009).14. Decuble Gabriel H., Stotternder Sisyphos. Übersetzung konkret, Sesiune de Comunicări Științifice cu ocazia aniversării a 20 ani de la înființarea Bibliotecii Austria la București, 8.11.2012, Departamentul de Limbi  și Literaturi Germanice, Universitatea Bucuresti, [2]
- 15. Decuble, Gabriel H.,” Condiții de formăși libertatea lexicala în transferul de poezie experimentală, Ernst Jandl), al IX-lea Congres Internațional al Germaniștilor din România, Bucuresti, 4.06-7.06.2012, [3]
- 16. Decuble, Gabriel H.,” Unele Ante-Nicene Dilemele, În ceea ce privește imanent Pluralitatea și Fragmentarismul Evangheliilor,simpozionul „Studii recente privind Trecut si prezent: noi surse, metode noi sau un nou public?” Bucuresti, 25-28. sept. 2011, organizatori: Academia Romana Austria Academia de Stiinta (Vienna), École des Hautes Études en Sciences Sociales (Paris), Institutul Federal pentru cultura și istoria germanilor în Europa de Est (Oldenburg),Academia Memoriala din Germania(Frankfurt-am-Main – Romrod – Görlitz), Institutul pentru Studierea Problemelor Minorităților Naționale (Cluj-Napoca),Colegiul Noua Europa (Bucharest), Universitatea Babes-Bolyai(Cluj-Napoca),[4]
- 17.Decuble,Gabriel H.,”Vorbit si nespuse în Diatessaron lui Tatian, O întâlnire metodologică de critica textualăși analiza a discursului, la simpozionul „Metode in Societatea Sociala, Roma, Italia, 25.-27.nov. 2011, organizatori: Academia Romana, Austria Academia de Stiinta (Vienna), École des Hautes Études en Sciences Sociales (Paris), Institutul Federal pentru cultura și istoria germanilor în Europa de Est (Oldenburg),Academia Memoriala din Germania (Frankfurt-am-Main – Romrod – Görlitz), Institutul pentru Studierea Problemelor Minoritatilor Nationale (Cluj-Napoca), Colegiul Noua Europa(Bucharest),Universitatea Babes-Bolyai (Cluj-Napoca),

## Volume colective
- Prima mea beție, coord. de Gabriel H. Decuble - Constantin Acosmei, Silviu Dancu, Gabriel H. Decuble, Șerban Foarță, Bogdan Ghiu, Mugur Grosu, Florin Iaru, Augustin Ioan, V. Leac, Mitoș Micleușanu, Matei Pleșu, Johnny Răducanu, Robert Șerban, Iulian Tănase, Mihail Vakulovski, Radu Vancu, Constantin Vică, Daniel Vighi; Ed. Art, 2009;
- Prima dată, coord. de Laura Albulescu și Andra Matzal - Laura Albulescu, Ion Barbu, Mihai Barbu, Lavinia Braniște, Philip Ó Ceallaigh, Marius Chivu, Bogdan Coșa, Andrei Crăciun, Silviu Dancu, Gabriel H. Decuble, Raluca Dincă, Florin Dumitrescu, M. Duțescu, Șerban Foarță, Miron Ghiu, Adela Greceanu, Mugur Grosu, Bogdan Iancu, Florin Iaru, Vera Ion, Cristi Luca, Cosmin Manolache, Matei Martin, Andra Matzal, Marin Mălaicu-Hondrari, Dmitri Miticov, Dan Pleșa, Matei Pleșu, Antoaneta Ralian, Ana Maria Sandu, Dan Sociu, Ionuț Sociu, Elena Stancu, Bogdan-Alexandru Stănescu, Robert Șerban, Cecilia Ștefănescu, Alex Tocilescu,Călin Torsan, Răzvan Țupa, Vlad Ursulean, Mihail Vakulovski, Radu Vancu, Luiza Vasiliu, Constantin Vică, Elena Vlădăreanu; Ed. Art, 2013;